# Urosaurus gadovi
Espèce
Synonymes
- Uta gadovi Schmidt, 1921

Statut de conservation UICN

 LC  : Préoccupation mineure
Urosaurus gadovi est une espèce de sauriens de la famille des Phrynosomatidae.

## Répartition
Cette espèce est endémique du Mexique. Elle se rencontre dans les États du Michoacán et du Jalisco.

## Étymologie
Cette espèce est nommée en l'honneur d'Hans Friedrich Gadow.

## Publication originale
- Schmidt, 1921 : New species of North American lizards of the genera Holbrookia and Uta. American Museum Novitates, no 22, (texte intégral).